# 青物横丁駅
青物横丁駅（あおものよこちょうえき）は、東京都品川区南品川三丁目にある、京浜急行電鉄（京急）本線の駅である。駅番号はKK04。
隣接の鮫洲駅との駅間距離は500mと短い。

## 歴史
- 1904年（明治37年）5月8日 -  開業[1]。開業当時の駅名は青物横町駅だった[1]。
- 1968年（昭和43年）6月21日 - 都営地下鉄1号線と直通運転開始[2]に伴い、特急停車駅になる[3][注釈 1]。
- 1989年（平成元年）6月25日 - 上り線を高架化[3]。
- 1990年（平成2年）12月2日 - 下り線を高架化[3][4]。
- 1991年（平成3年）12月16日 - 高架駅舎の供用を開始する[3]。
- 1994年（平成6年）10月25日 - 駅構内で発砲事件が発生する。
- 1997年（平成9年）10月4日 - ホームの12両編成対応延長が完了する。
- 2008年（平成20年）12月14日 - 接近メロディを導入。『人生いろいろ』が採用される。
- 2010年（平成22年）5月16日 - エアポート急行（現在は急行に改称）の停車駅となる[5]。
- 2019年（令和元年）7月8日 - 京急グループ120周年記念事業に合わせ、アニメ『ONE PIECE』とのコラボの一環として9月16日まで「青物横チョッパー駅」の駅名看板が掲示される[6]。
- 2024年（令和6年）11月30日 - 1・2番線のホームドアの運用を開始。

### 駅名の由来
「青物横丁」の名前は、江戸時代に農民がこの地に青物（当時は野菜や山菜のことを指した）を持ち寄って市場を開いたことに由来する。日本の鉄道駅で唯一、駅名に「横丁」が付く駅である。

## 駅構造
相対式ホーム2面2線を有する高架駅である。バリアフリー施設として、出入口と改札外コンコース、改札内コンコースとホームそれぞれを連絡するエスカレーターとエレベーター、改札内コンコースに多機能トイレが設置されている。
2024年9月6日、全番線にホームドアを設置すると発表。1番線が同年9月21日、2番線が9月28日に設置工事を行い、11月30日に運用を開始した。

### のりば
| 番線 | 路線 | 方向 | 行先                              |
| ---- | ---- | ---- | --------------------------------- |
| 1    | 本線 | 下り | 羽田空港方面 / 横浜・三浦海岸方面 |
| 2    | 本線 | 上り | 品川・新橋方面                    |

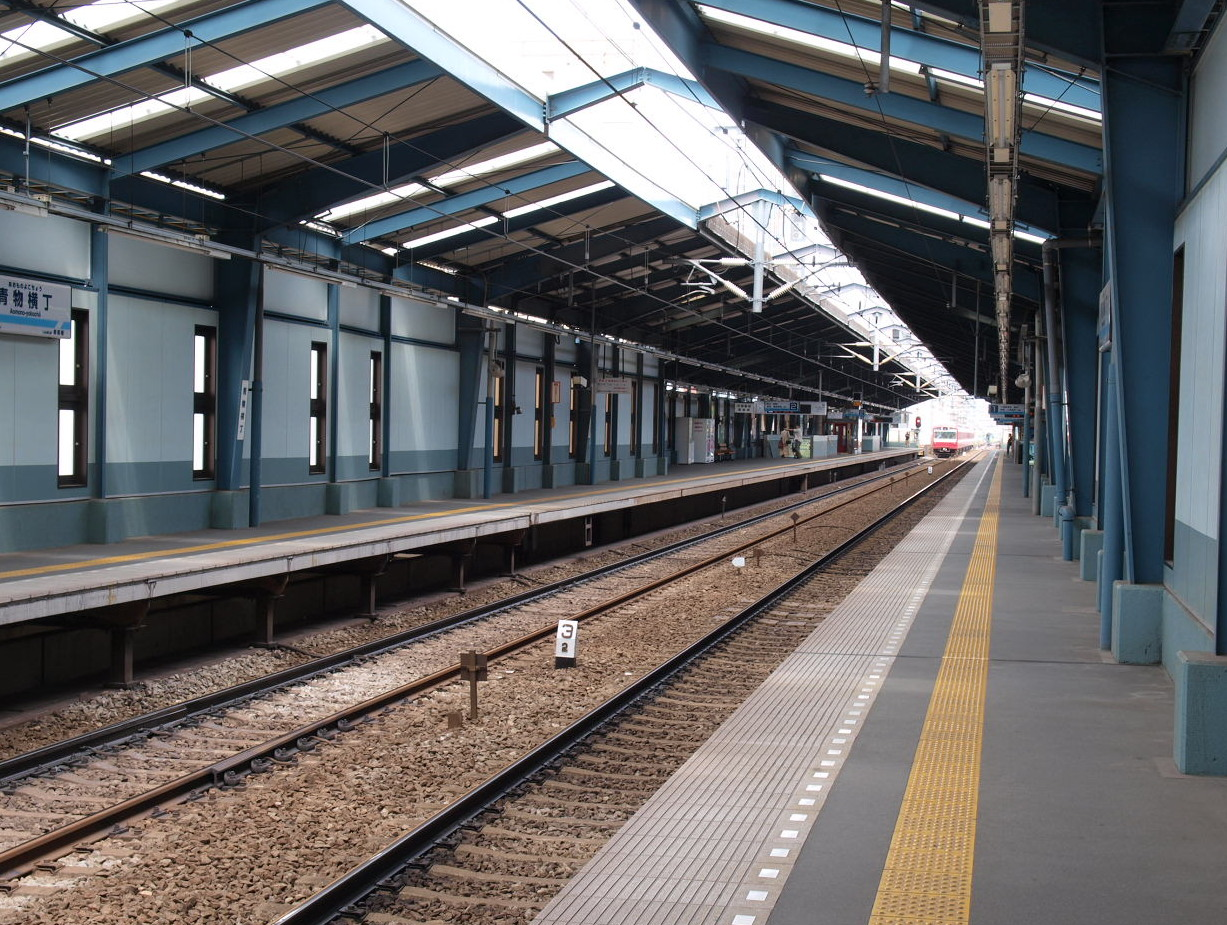
ホーム

### 接近メロディ
2008年12月14日から、品川区出身の島倉千代子の代表曲『人生いろいろ』をアレンジしたものを接近メロディとして使用している。メロディはスイッチの制作で、編曲は塩塚博が手掛けた。なお、接近メロディ導入と同時に、通過列車接近時の警告音の音程が変更されている。

## 利用状況
2024年（令和6年）度の1日平均乗降人員は35,970人で、京急線全72駅中14位。
近年の1日平均乗降・乗車人員は下記の通りである。
| 年度               | 1日平均 乗降人員 | 1日平均 乗車人員 | 出典     |
| ------------------ | ---------------- | ---------------- | -------- |
| 1990年（平成02年） |                  | 15,592           | [ * 1 ]  |
| 1991年（平成03年） |                  | 16,874           | [ * 2 ]  |
| 1992年（平成04年） |                  | 17,638           | [ * 3 ]  |
| 1993年（平成05年） |                  | 18,877           | [ * 4 ]  |
| 1994年（平成06年） |                  | 19,597           | [ * 5 ]  |
| 1995年（平成07年） |                  | 20,011           | [ * 6 ]  |
| 1996年（平成08年） |                  | 18,748           | [ * 7 ]  |
| 1997年（平成09年） |                  | 18,559           | [ * 8 ]  |
| 1998年（平成10年） |                  | 18,721           | [ * 9 ]  |
| 1999年（平成11年） |                  | 18,287           | [ * 10 ] |
| 2000年（平成12年） |                  | 18,153           | [ * 11 ] |
| 2001年（平成13年） |                  | 18,710           | [ * 12 ] |
| 2002年（平成14年） | 41,311           | 20,655           | [ * 13 ] |
| 2003年（平成15年） | 41,157           | 20,331           | [ * 14 ] |
| 2004年（平成16年） | 39,361           | 19,384           | [ * 15 ] |
| 2005年（平成17年） | 38,140           | 18,726           | [ * 16 ] |
| 2006年（平成18年） | 39,088           | 19,266           | [ * 17 ] |
| 2007年（平成19年） | 42,988           | 21,243           | [ * 18 ] |
| 2008年（平成20年） | 44,595           | 22,164           | [ * 19 ] |
| 2009年（平成21年） | 44,115           | 21,945           | [ * 20 ] |
| 2010年（平成22年） | 44,564           | 22,164           | [ * 21 ] |
| 2011年（平成23年） | 43,178           | 21,440           | [ * 22 ] |
| 2012年（平成24年） | 42,552           | 21,164           | [ * 23 ] |
| 2013年（平成25年） | 42,243           | 20,934           | [ * 24 ] |
| 2014年（平成26年） | 42,251           | 20,937           | [ * 25 ] |
| 2015年（平成27年） | 40,067           | 19,839           | [ * 26 ] |
| 2016年（平成28年） | 41,167           | 20,397           | [ * 27 ] |
| 2017年（平成29年） | 42,941           | 21,274           | [ * 28 ] |
| 2018年（平成30年） | 43,633           | 21,625           | [ * 29 ] |
| 2019年（令和元年） | 43,796           | 21,721           | [ * 30 ] |
| 2020年（令和02年） | 29,212           |                  |          |
| 2021年（令和03年） | 28,663           |                  |          |
| 2022年（令和04年） | 30,748           |                  |          |
| 2023年（令和05年） | 34,242           |                  |          |
| 2024年（令和06年） | 35,970           |                  |          |

## 駅周辺

### 官公庁・公共施設
- 品川区役所 品川第二地域センター

### 教育機関
- 東京都立八潮高等学校
- 東京都立産業技術高等専門学校 品川キャンパス
- 品川エトワール女子高等学校

### 郵便局・金融機関
- 南品川二郵便局

### 史跡・自然
- 海雲寺
- 品川寺 - 空海開山の寺。江戸六地蔵の第一番や洋行還りの大梵鐘、樹齢推定300年の大銀杏などで知られる。

### ランドマーク
- 品川シーサイドフォレスト - 徒歩7分程度
  - 品川シーサイド駅（東京臨海高速鉄道りんかい線）
  - イオン品川シーサイドショッピングセンター
- 住友不動産品川ビル - 帝産観光バス本社、NECプラットフォームズ

### ホテル
- 東横イン品川青物横丁駅

### 店舗
- 青物横丁商店街

- コナミスポーツクラブ本社・品川本店
- オーケー青物横丁店

### バス路線
都営バス・東急バス・京浜急行バスが運行している。最寄りバス停留所は都営バスと東急バスが「青物横丁」、京浜急行バスが「青物横丁駅」である。各系統の詳細は都営バス品川営業所 (A)・都営バス港南支所(Y)・京浜急行バス大森営業所・東急バス池上営業所 (I)・東急バス目黒営業所 (M) などを参照。
- 北方向
  - [井50] 高輪ゲートウェイ駅行（東急M）
  - [品94] 品川駅行（東急I）
- 東方向
  - [井96] 天王洲アイル循環（都営Y）
  - [井92] 八潮パークタウン循環（都営A）
  - [井98] 大井水産物埠頭前行（都営Y）
- 南方向
  - [井19] 大森駅・レジャーランド平和島行（京急）
- 西方向
  - [井50] 武蔵小山駅行（東急M）
  - [品94] 蒲田駅行（東急I）
  - [渋41] 大井町駅行（東急M）
  - [井19] 大井町駅行（京急）
  - [井96・井98] 大井町駅東口行（都営A・Y）

## 隣の駅
京浜急行電鉄
 本線
■エアポート快特・■快特
通過
■特急
品川駅 (KK01) - 青物横丁駅 (KK04) - 平和島駅 (KK08)
■急行
品川駅 (KK01) - 青物横丁駅 (KK04) - 立会川駅 (KK06)
■普通
新馬場駅 (KK03) - 青物横丁駅 (KK04) - 鮫洲駅 (KK05)